# Izoflavonoid
Izoflavonoidi su klasa flavonoidnih fenolnih jedinjenja. Oni su biološki aktivna jedinjenja, npr. fitoestrogene proizvode biljke iz familije Fabaceae.
Izoflavonoidi se formiraju putem flavonoidne biosinteze preko likviritigenina ili naringenina. Pterokarpani su izvedeni iz izoflavonoida.

## Hemijski sastav
Dok flavonoidi (u užem smislu) imaju 2-fenilhromen-4-on osnovu, izoflavonoidi imaju 3-fenilhromen-4-on osnovu (hemijska formula , masa: 222.068) bez hidroksilne supstitucije u poziciji 2 (izoflavoni) ili 3-fenilhroman (isoflavan) osnove (izoflavani).